# Bartolomé Beltrán Pons
Bartolomé Beltrán Pons (castellà: Bartolomé Beltrán)  (Campanet, 30 de gener de 1950 - Madrid, 17 de febrer de 2024) fou un metge i difusor cultural mallorquí, president del Reial Club Deportiu Mallorca de 1995 a 1998.

## Biografia
Fill d'un membre de la guàrdia civil, era llicenciat en Medicina per la Universitat de Valladolid, s'especialitzà en toco-ginecologia per la Universitat Complutense (1978). Va ser membre del Cos Militar de Sanitat i del departament de Ginecologia a l'Hospital Gómez Ulla de Madrid. Membre de la Societat Ginecològica Espanyola, de la Federació Internacional de Ginecologia i Obstetrícia i Secretari General de la Societat Espanyola de Fertilitat (1984). Cap de l'equip quirúrgic de la Seguretat Social en Ginecologia (1978). Coordinador del Grup Comunicació i Salut de la AEEM. És membre, de la Societat Espanyola de Medicina General i de Família i de la Societat Espanyola de Metges d'Atenció Primària. Secretari General de l'Acadèmia Mèdic-Quirúrgica Espanyola i acadèmic de les Reals Acadèmies de Múrcia i Valladolid.
Des de 1982 va començar la seva tasca de producció informativa i de divulgació, en programes de premsa, ràdio i televisió sobre salut i ciències biomèdiques a "La salud es lo que importa" d'Antena 3 Radio (1982), a la Cadena SER (1989) i a Onda Cero des de 2002 amb "La salud en Onda Cero" que va començar a dir-se En buenas manos des de 2006.
El 1990 passa a Antena 3 Televisión on al llarg dels següents quinze anys difondria entre els espectadors els seus missatges per a millorar la salut i la qualitat de vida, així com els hàbits en l'alimentació, l'exercici i l'activitat física. I això tant en les corresponents seccions sobre salut als magazins De tú a tú (1990-1991), de Nieves Herrero, Tan contentos (1991-1992), de Consuelo Berlanga i Hoy de mañana (1998) d'Ely del Valle como en programes de direcció pròpia: Viva la salud (1991), Viva la vida (1991-1992) i En buenas Manos (1994), Contigo en buenas manos (1997) i Magazine matinal de en buenas manos, emès en dues etapes: 1994-1996 i 2005.
El 1995 l'empresa Vitaplan SL, propietat del doctor Bartolomé Beltrán, va adquirir més del 84% de les accions del Reial Club Esportiu Mallorca del qual Beltrán es converteix en president. L'equip va aconseguir l'ascens a primera divisió la temporada 1996/97. A l'any següent el Mallorca va quedar el cinquè en la Lliga i va ser finalista de la Copa del Rei. Va deixar la presidència del club, no exempta de polèmica, el maig de 1998.
Des de 2005 dirigeix i presenta el Programa de salut i qualitat de vida de la cadena digital Antena Nova ¿Qué me pasa doctor?. Aquest espai s'ha convertit en un programa de referència en traslladar-lo també a la Sexta (Atresmedia), on s'emet tots els diumenges des del 3 de març de 2016 amb notable èxit.
Els caps de setmana a les Illes Balears, a través de la cadena autonòmica de ràdio i televisió (IB3) ha presentat i dirigit Diumenge, diumenge(ràdio, 2005-2008) i els espais televisius Bona Nit Balears(2005-2008) i "Misteris Mèdics"(2009).

## Obres
- Guía práctica para la mujer embarazada (1983).
- La tertulia interminable (Controversias Deontológicas) (1984) d'Editorial PUBLISALUD, S.A.
- Siempre mujer, ante la menopausia (1988).
- 150 años de Investigación y Futuro (Una Historia Comparada de la Medicina). Editat per la Fundació Uriach (1988).
- Agenda de la Historia de la Medicina. Para Previsión Sanitaria Nacional (PSN.- 1990).
- Mujeres. Los seis biotipos femeninos (1993).
- Todo sobre el embarazo (1994).
- La salud de la A a la Z (1994).
- Enciclopedia Práctica de Medicina Baleares.- Dos volums (1995).
- Diccionario de la Salud (Espasa 2007).
- Todo sobre tu embarazo y tu futuro hijo (Espasa 2007).
- Con el médico solo no basta (2008) d'Editorial Aran.
- La farmacia española (2009-2014).
- Enfermedades y síndromes de la medicina con nombre propio (Editorial PANAMERICANA, 2015).

## Premis
- Premi Ondas 1990
- Antena de Oro 2009